# Phaonia semicarina
Phaonia semicarina este o specie de muște din genul Phaonia, familia Muscidae, descrisă de Fan în anul 1996. Conform Catalogue of Life specia Phaonia semicarina nu are subspecii cunoscute.